# 대동 (음악 그룹)
대동은 대한민국의 음악 그룹이다. 2021년 싱글 [날파리]로 데뷔했다.

## 방송
- 락쿵 (2022) - Top47

## 음반
- 워터멜론 컴필레이션 2021 (2021)
- 날파리 (2021)
- 해어화 (2022)
- 제34회 유재하 음악경연대회 (2023)
- 몽상가의 화원 (2024)

## 수상
- 유재하 음악경연대회 동상 (2023)